# エス・デー
株式会社エス・デーは、1987年に設立された、日本の企業である。栃木県に本社を置き、トリックアートの制作や展示、美術館の運営を主な事業としている。